# دار روز اليوسف
دار روز اليوسف هي مؤسسة صحفية أسستها روز اليوسف (غيرت اسمها إلى فاطمة اليوسف بعد إسلامها) في أكتوبر 1925 وكانت أول إصداراتها مجلة روزا اليوسف عام 1925 حتى فشلت في استمرار إصدارها بسبب الديون المتراكمة على الدار فأصدرت جريدة روز اليوسف بدلاً منها ثم أصدرت مجلة صباح الخير عام 1956 ثم قامت الحكومة المصرية بتأميمها في الستينيات.

## إصدارات الدار
- مجلة روز اليوسف
- جريدة روز اليوسف
- صباح الخير (مجلة)

## جهات تابعة للدار
- وكالة روز اليوسف للاعلان
- وكالة روز اليوسف للتوزيع